# U Lacertae
U Lacertae är en röd superjätte och halvregelbunden variabel av SRC-typ i stjärnbilden Ödlan.
Stjärnan varierar mellan fotografisk magnitud +9,4 och 12,1 med en period som inte är fastställd.